# Olympische Sommerspiele 1936/Leichtathletik – 4 × 100 m (Männer)

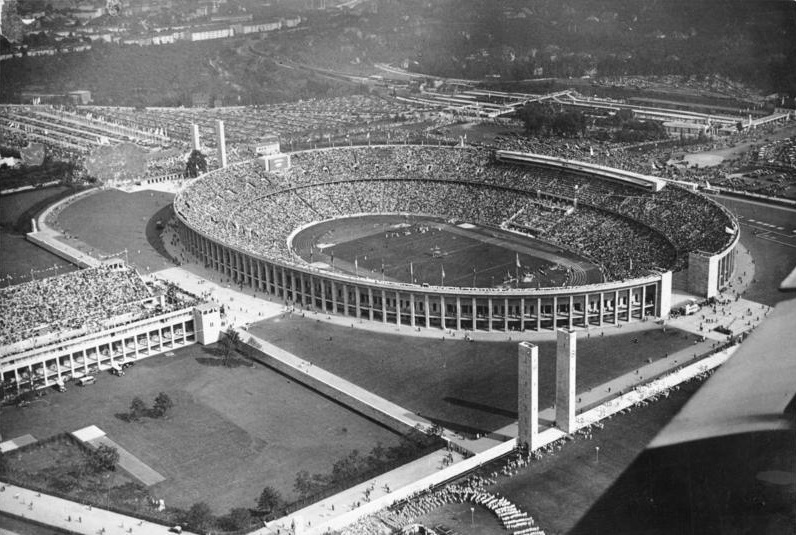
Das Olympiastadion in Berlin

Die 4-mal-100-Meter-Staffel der Männer bei den Olympischen Spielen 1936 in Berlin wurde am 8. und 9. August 1936 im Olympiastadion Berlin ausgetragen. In fünfzehn Staffeln nahmen sechzig Athleten teil.
Die US-amerikanische Staffel (Jesse Owens, Ralph Metcalfe, Foy Draper, Frank Wykoff) gewann in neuer Weltrekordzeit die Goldmedaille.

Silber ging an die italienische Mannschaft mit Orazio Mariani, Gianni Caldana, Elio Ragni und Tullio Gonnelli.
Die deutsche Staffel gewann in der Besetzung Wilhelm Leichum, Erich Borchmeyer, Erwin Gillmeister und Gerd Hornberger die Bronzemedaille.

## Rekorde

### Bestehende Rekorde
| Weltrekord         | 40,0 s | USA (Bob Kiesel, Emmett Toppino, Hector Dyer, Frank Wykoff) | Finale OS Los Angeles. USA | 7. August 1932 |
| Olympischer Rekord | 40,0 s | USA (Bob Kiesel, Emmett Toppino, Hector Dyer, Frank Wykoff) | Finale OS Los Angeles. USA | 7. August 1932 |

### Rekordegalisierung / -verbesserungen
Der bestehende Olympiarekord – gleichzeitig Weltrekord – wurde zunächst egalisiert und anschließend verbessert.
- Weltrekordegalisierung: 40,0 s – USA (Jesse Owens, Ralph Metcalfe, Foy Draper, Frank Wykoff), erstes Halbfinale am 8. August
- Weltrekordverbesserung: 39,8 s – USA (Jesse Owens, Ralph Metcalfe, Foy Draper, Frank Wykoff), Finale am 9. August

Damit unterbot erstmals in der Geschichte der Leichtathletik eine Sprintstaffel die Marke von vierzig Sekunden.

## Durchführung des Wettbewerbs
Am 8. August wurden drei Vorläufe absolviert. Die jeweils besten zwei Mannschaften – hellblau unterlegt – qualifizierten sich für das Finale am 9. August.

## Vorläufe
8. August 1936, 15:00 Uhr

Wetterbedingungen: bedeckt, 19,4 °C, Windgeschwindigkeiten von ca. 1,9 m/s. Seitenwind auf den Geraden.

### Vorlauf 1
| Platz | Staffel               | Besetzung                                                     | Zeit   | Anmerkung |
| ----- | --------------------- | ------------------------------------------------------------- | ------ | --------- |
| 1     | USA                   | Jesse Owens Ralph Metcalfe Foy Draper Frank Wykoff            | 40,0 s | WRe       |
| 2     | Königreich Italien    | Orazio Mariani Gianni Caldana Elio Ragni Tullio Gonnelli      | 41,1 s |           |
| 3     | Südafrikanische Union | Eric Grimbeek Pat Dannaher Tom Lavery Marthinus Theunissen    | 41,7 s |           |
| 4     | Finnland              | Toivo Ahjopalo Toivo Sariola Palle Virtanen Aki Tammisto      | 42,0 s |           |
| DSQ   | Japan                 | Takayoshi Yoshioka Monta Suzuki Mutsuo Taniguchi Masao Yazawa |        |           |

### Vorlauf 2
| Platz | Staffel        | Besetzung                                                          | Zeit   | Anmerkung |
| ----- | -------------- | ------------------------------------------------------------------ | ------ | --------- |
| 1     | Niederlande    | Tjeerd Boersma Wil van Beveren Christiaan Berger Martinus Osendarp | 41,3 s |           |
| 2     | Argentinien    | Juan Lavenás Antonio Sande Carlos Hofmeister Tomás Beswick         | 41,9 s |           |
| 3     | Ungarn         | Mario Minai Gyula Gyenes József Kovács József Sir                  | 42,0 s |           |
| 4     | Großbritannien | Charles Wiard Don Finlay Walter Rangeley Alan Pennington           | 42,4 s |           |
| 5     | Frankreich     | Maurice Carlton Pierre Dondelinger Paul Bronner Robert Paul        | 42,6 s |           |
| 6     | China          | Poh Kimseng Huang Yingjie Chen Kingkwan Liu Changchun              | 44,8 s |           |

### Vorlauf 3
| Platz | Staffel         | Besetzung                                                          | Zeit   | Anmerkung |
| ----- | --------------- | ------------------------------------------------------------------ | ------ | --------- |
| 1     | Deutsches Reich | Wilhelm Leichum Erich Borchmeyer Erwin Gillmeister Gerd Hornberger | 41,4 s |           |
| 2     | Kanada          | Sam Richardson Bruce Humber Lee Orr Howard McPhee                  | 41,5 s |           |
| 3     | Schweden        | Lennart Lindgren Irvin Ternström Östen Sandström Åke Stenqvist     | 41,5 s |           |
| 4     | Schweiz         | Albert Jud Bernard Marchand Georges Meyer Paul Hänni               | 42,2 s |           |

## Finale
9. August 1936, 15:15 Uhr

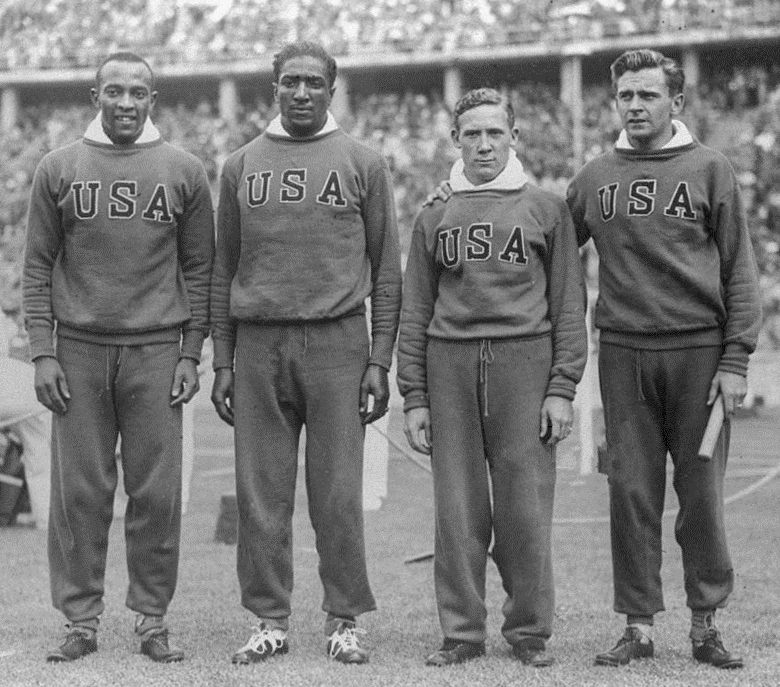
Die siegreiche US-Staffel (v. l. n. r.): Jesse Owens, Ralph Metcalfe, Foy Draper, Frank Wykoff

Wetterbedingungen: sonnig, 22,3 °C, Windgeschwindigkeit von 1,6 m/s. Seitenwind auf den Geraden.
| Platz | Staffel            | Besetzung                                                          | Zeit   | Anmerkung |
| ----- | ------------------ | ------------------------------------------------------------------ | ------ | --------- |
| 1     | USA                | Jesse Owens Ralph Metcalfe Foy Draper Frank Wykoff                 | 39,8 s | WR        |
| 2     | Königreich Italien | Orazio Mariani Gianni Caldana Elio Ragni Tullio Gonnelli           | 41,1 s |           |
| 3     | Deutsches Reich    | Wilhelm Leichum Erich Borchmeyer Erwin Gillmeister Gerd Hornberger | 41,2 s |           |
| 4     | Argentinien        | Juan Lavenás Antonio Sande Carlos Hofmeister Tomás Beswick         | 42,2 s |           |
| 5     | Kanada             | Sam Richardson Bruce Humber Lee Orr Howard McPhee                  | 42,7 s |           |
| DSQ   | Niederlande        | Tjeerd Boersma Wil van Beveren Christiaan Berger Martinus Osendarp |        |           |

Gegen die Überlegenheit der US-Staffel, die entgegen früherer schon einmal angewandter Praxis hier in Bestbesetzung antrat – siehe nächstes Kapitel –, konnte keine andere Staffel etwas ausrichten. Bereits im Vorlauf stellte die USA den bestehenden Weltrekord ein. Im Finale lief das Team dann noch einmal schneller und blieb als erste Staffel überhaupt mit 39,8 s unter der 40-Sekunden-Marke. Italien wurde deutlich abgeschlagen Zweiter. Auf dem dritten Platz lagen die Niederländer, aber Schlussläufer Martinus Osendarp verlor den Stab, sodass die deutsche Staffel noch zu einer Bronzemedaille kam. Der Weltrekord der Goldstaffel wurde erst zwanzig Jahre später bei den Olympischen Spielen 1956 in Melbourne unterboten.
Mit 39,8 Sekunden blieb erstmals eine Staffel unter der 40-Sekunden-Grenze.

Jesse Owens gewann seine insgesamt vierte Goldmedaille bei den Spielen von Berlin.

Im sechsten olympischen Finale gewann die US-Mannschaft ihre fünfte Goldmedaille.

## Spekulationen über den Besetzungswechsel
Ursprünglich war erwartet worden, dass der Trainer der US-Mannschaft, Lawson Robertson, die US-Staffel in der eigentlich nicht stärksten Besetzung Frank Wykoff, Foy Draper, Marty Glickman und Sam Stoller aufbieten würde. In der Vergangenheit war es bei US-Staffeln immer wieder üblich, dass die Ersatzläufer in der Staffel ihre Einsatzmöglichkeiten bekamen, was aufgrund der Überlegenheit der US-Sprinter in der Regel problemlos möglich war, ohne die Chancen auf den Staffelolympiasieg zu gefährden. Glickman und Stoller, beide Juden, wurden jedoch durch Jesse Owens und Ralph Metcalfe ersetzt. Es wurde spekuliert, dass die beiden jüdischen Sprinter ausgetauscht wurden, um bei den Deutschen unter dem Nazi-Regime nicht anzuecken. In anderen Darstellungen war zu hören, die Deutschen hätten ihre besten Läufer in den Individualrennen für diese Staffel geschont, sodass die US-Mannschaft auf den Staffeleinsatz von Owens und Metcalfe im Hinblick auf die Siegaussichten nicht würde verzichten können.
Darüber hinaus wurde kolportiert, dass Owens versucht habe, Robertson den Tausch der ursprünglich für den Einsatz geplanten Läufer auszureden und Glickman sowie Stoller aufzustellen.

## Video
- 1936, 4x100m, Men, Olympic Games, Berlin, youtube.com, abgerufen am 15. Juli 2021